# Tom Hurndall
Thomas „Tom“ Hurndall (* 27. November 1981 in London; † 13. Januar 2004 ebenda) war ein britischer Fotojournalismus-Student und International-Solidarity-Movement-Aktivist, der im südlichen Gazastreifen von einem israelischen Soldaten getötet wurde.

## Schule und Studiumszeit
Tom Hurndall war der zweitälteste Sohn und eines von vier Kindern des Anwalts Anthony Hurndall und seiner Ehefrau Jocelyn Hurndall. Er besuchte die „Hall School“ in Hampshire und das Winchester College. Später besuchte er die Camden School in London. Im Anschluss daran studierte er Kriminologie und Philosophie an der Manchester Metropolitan University, wechselte dann aber ins Fach Fotojournalismus.

## Aktivismus
Auf einer Demonstration gegen den Irakkrieg in London kam Hurndall Anfang 2003 in Kontakt mit Gruppen, die die Entsendung Menschlicher Schutzschilde plante und begleitete ab Februar 2003 solche Gruppen im Irak. Anschließend war er in Jordanien als Flüchtlings- und Hilfsarbeiter tätig, wo er sich der palästinensischen Lobbyorganisation International Solidarity Movement (ISM) anschloss, die im Gazastreifen und Westjordanland Protestaktionen gegen die israelische Besatzung durchführt. Hurndall traf am 6. April 2003 in der Grenzstadt Rafah im Gazastreifen ein. Er plante einen einmonatigen Aufenthalt.

### Umstände des Todes
Am 11. April 2003 wollte Hurndall zusammen mit weiteren Aktivisten ein „Protestzelt“ auf einer Straße errichten, um durch diese Blockade die Durchfahrt israelischer Planierraupen und Panzer zu verhindern. Als Schüsse fielen, wollte der unbewaffnete und mit einer leuchtend orangefarbenen Weste bekleidete Hurndall drei Kinder, die sich auf der Straße befanden, in Sicherheit bringen. Dabei wurde er von einem einzeln abgefeuerten Schuss in den Kopf getroffen. Nach einer zweistündigen Verzögerung an der Grenze wurde er in die Spezialklinik des Universitären Medizinischen Zentrums Soroka in Beʾer Scheva eingeliefert. Infolge seiner schweren Kopfverletzungen lag Hurndall neun Monate im Koma und starb am 13. Januar 2004 in einer Londoner Klinik.
Eine Untersuchung ergab, dass der tödliche Schuss durch den israelischen Scharfschützen Taysir Hayb abgefeuert worden war. Hayb, ein Angehöriger der beduinischen Minderheit, wurde von einem israelischen Militärgericht wegen Totschlags und Strafvereitelung zu acht Jahren Haft verurteilt. Hayb hatte zunächst behauptet, Hurndall sei bewaffnet gewesen, im Laufe von Verhören durch das israelische Militär jedoch zugeben müssen, dass Hurndall unbewaffnet war. Während des Prozesses behauptete Hayb dann, dass es eine militärische Order gegeben habe, die Schüsse auf unbewaffnete Zivilisten anordnete. Die Verteidigung Haybs stellte außerdem die Behauptung auf, ein Behandlungsfehler britischer Ärzte habe schließlich zum Tod Hurndalls geführt.
Eine britische Untersuchungskommission urteilte 2006, dass Hundall und drei Wochen nach ihm James Miller „ungesetzlich getötet“ (engl. unlawfully killed) wurden. Es wurde untersucht, ob die britische Justiz trotz des israelischen Urteilsspruchs weitere Verfahren einleiten könnte.

## Rezeption in Drama und Musik
Im Oktober 2008 erschien das Fernsehdrama The Shooting of Thomas Hurndall. Regie führte Rowan Joffé. Das Drehbuch schrieb Simon Block. Der Film thematisiert den Kampf von Hurndalls Eltern um Wahrheit und Gerechtigkeit. Die Familie, die aufgrund mehrerer Augenzeugenberichte dem offiziellen Bericht der israelischen Armee keinen Glauben schenkt, versucht mittels eigener Untersuchungen die näheren Umstände des Todes ihres Sohnes herauszufinden.
Der Film wurde 2009 als Bestes Drama für einen BAFTA-Award nominiert, Stephen Dillane gewann die Auszeichnung als bester Schauspieler für seine Darstellung von Anthony Hurndall.
Der amerikanische Komponist Philip Munger widmete Tom Hurndall den zweiten Satz seiner 2003 für Rachel Corrie komponierten Kantate „The Skies are Weeping“. Der Satz trägt den Namen „Dance for Tom Hurndall“. Das Stück wurde 2005 in London uraufgeführt.
Tom Hurndalls Mutter verarbeitete die Geschehnisse in ihrem Buch My Son Tom: The Life and Tragic Death of Tom Hurndall, das 2008 bei Bloomsbury Publishing erschien.